# BMA (Frankrijk)
BMA is een Frans merk van motorfietsen.
Onder deze naam produceerde Peugeot van 1933 tot 1944 rijwielen met hulpmotor en lichte motorfietsen. Dat blijkt ook uit de betekenis van de letters: Bicyclette avec Moteur Auxiliaire (fiets met hulpmotor).
Deze lichte motorfietsjes kwamen op de markt als reactie op de beurskrach van 1929, die pas in de jaren dertig in Frankrijk doordrong. Ingenieur Marcel Violet ontwikkelde tussen 1931 en 1933 een kleine 100cc-motor, waarmee meer dan twintig modellen, waaronder ook lichte motorfietsjes, geproduceerd werden. Ze hadden twee of drie versnellingen en vanaf 1938 ook een kickstarter.